# 31st Regiment of Light Dragoons
Das 31st Regiment of (Light) Dragoons war ein Kavallerieregiment der britischen Armee, das von 1794 bis 1796 bestand.
Während der Ersten Koalitionskriegs wurde das Regiment am 5. Oktober 1794 im irischen County Kildare, unter Lieutenant-Colonel-Commandant William St. Leger, aufgestellt. Das Regiment trug dunkelblaue Uniformen mit blass-gelblich-ockerfarbenen (buff) Aufschlägen. Das Regiment wurde zum Garnisonsdienst eingesetzt. St. Leger tauschte seinen Dienstposten im April 1796 mit dem Lieutenant-Colonel des 27th Regiment of (Light) Dragoons, George Michell. Noch im selben Jahr wurde das 31st Regiment in Birmingham aufgelöst.